# Giorgio Silfer
Giorgio Silfer, pseudonimo di Valerio Ari (Milano, 13 settembre 1949), è uno scrittore ed esperantista italiano naturalizzato svizzero.
È dottore in lingue (1982) e lettere moderne (1987); insegnante (anche universitario dal 2001), consulente organizzativo, scrittore e pubblicista. Cultore della materia per interlinguistica ed esperantologia presso l'Università di Torino.

## Biografia
Nel 1970 è stato cofondatore della rivista letteraria in esperanto Literatura Foiro, di cui ha curato la redazione sino al 1980. È stato cofondatore nel 1969 del circolo letterario La Patrolo, sciolto nel 1980 per dare vita alla casa editrice multimediale "Kooperativo de Literatura Foiro" (o "LFKoop"), che continua tuttora a possedere e pubblicare l'omonima rivista Literatura Foiro (Fiera letteraria), dirigendo e presiedendo la società e la allora sua filiale italiana Centro italiano di interlinguistica fino al 1996. È stato cofondatore della "Société Yvonne Martinot", sezione francese della "LFKoop", dove diede un notevole contributo al centro culturale "La Kvinpetalo" dal 1985 al 1998. Infine è stato cofondatore del "PEN Club Esperanto" nel 1991, ottenendo il riconoscimento dell'esperanto come lingua letteraria, grazie all'ammissione al "PEN Club International" già nel 1993, insieme alla moglie, la giornalista esperantista Perla Martinelli. Fra gli altri meriti è da segnalare il salvataggio del "Kultura Centro Esperantista" in Svizzera, di cui è stato presidente nel 1995-96. Nel 1996 è stato conredattore in originale e quindi traduttore in esperanto della Universala deklaracio pri la lingvaj rajtoj (Dichiarazione universale dei diritti linguistici) ed uno dei suoi principali firmatari.
Durante il 36º Congresso Giovanile Internazionale dell'esperanto, svoltosi a Rauma (Finlandia) nel 1980, insieme a Jouko Lindstedt ed Amri Wandel lanciò il Manifesto di Rauma, da cui si è evoluto il movimento chiamato "Raumismo". I principi del documento sono oggi fatti propri, tra gli altri, dalla "Civitas Esperantica", la cui carta costituzionale è stata promulgata a Sabbioneta nel giugno 2001. Nel 2006 Silfer è stato eletto console (presidente) della Civitas Esperantica, succedendo a Walter Zelazny, eletto nel 2001, e precedendo Marie-France Conde Rey, eletta nel 2011.
Alla morte (2018) del candidato al Premio Nobel per la letteratura in lingua esperanto, l'inglese Marjorie Boulton, il "PEN Club Esperanto" ha nominato Giorgio Silfer come attuale candidato. Nel marzo 2021, per contestare un'accusa calunniosa di omofobia, in pochi giorni redige e pubblica un'antologia con i dodici migliori frammenti di letteratura originale in esperanto sulle tematiche dell'omosessualità.

## Opere

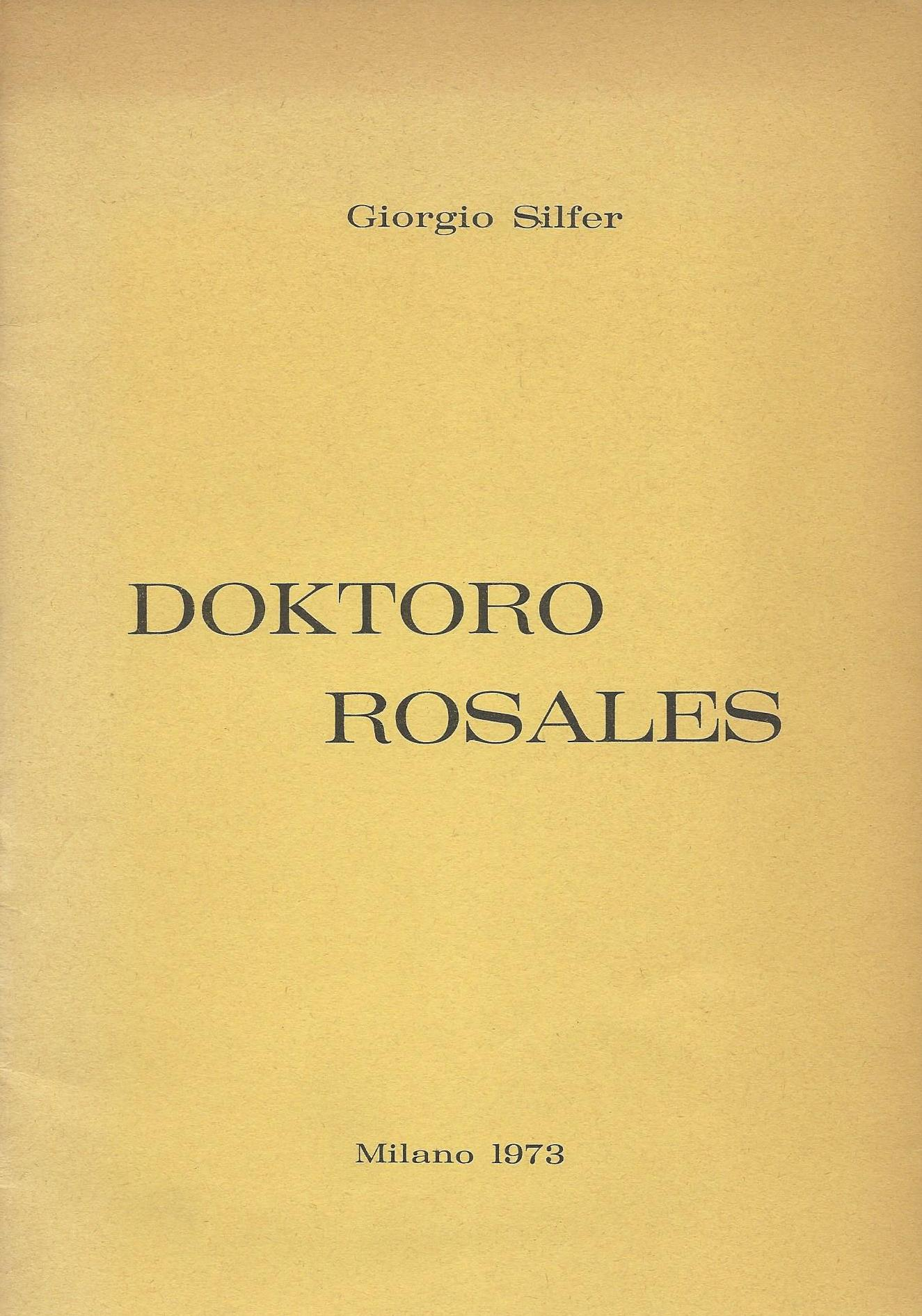
Copertina della seconda opera di Giorgio Silfer (1973), la commedia Doktoro Rosales

Giorgio Silfer ha pubblicato tre raccolte di poesie e venti opere teatrali in esperanto, un romanzo in italiano, una raccolta di racconti in spagnolo e circa duemila fra articoli e saggi in varie lingue. Tra i successi ricordiamo il premio "La Verko de la Jaro" (L'opera dell'anno) del 1977 e la proclamazione, nel 1984, a "Florluda Majstro" (Maestro dei Giochi Floreali), per le numerose premiazioni al concorso di poesia "Internaciaj Floraj Ludoj" (Giochi Floreali Internazionali) a Barcellona. Silfer ha anche composto i testi di una cinquantina di canzoni, principalmente per Gianfranco Molle, Nikolin' ed Anjo Amika.
Ha redatto la voce Lingue internazionali per la IV edizione del Grande Dizionario Enciclopedico UTET. Ha revisionato il dizionario delle lingue artificiali Aga Magéra Difúra. Con lo scrittore esperantista Carlo Minnaja ha realizzato l'ampia (748 pagine) Historio de la esperanta literaturo (Storia della letteratura esperanto), pubblicata nel 2015.

### Poesia
- (EO)  De tempo al tempo, Librofako de Literatura Foiro, Kuopio-Milano, 1977
- (EO)  Desislava ridetas, LFkoop, La Chaux-de-Fonds, 1987

### Narrativa
- (EO)  Drole kaj petole, Milano, La patrolo, 1972
- (IT)  Dentro un palazzo rosa, Prilly, LFkoop, 1990, ISBN 3-906595-02-1
- (EO)  La spegulo de velodajo, Prilly, LFkoop, 1990, ISBN 9783906595047
- (ES)  La casa del enterrador y otros cuentos hispánicos, Editorial Praxis, Ciudad de México, 2020
- (EO)  Verda stelo kaj roza triangulo, LF-koop, La Chaux-de-Fonds, 2021
- (EO)  Esperantio vivas, LF-koop, La Chaux-de-Fonds, 2022 (breve romanzo a fumetti)

### Teatro
- (EO)  Doktoro Rosales, Milano, La Patrolo, 1973[7]
- (EO)  Unu persono serĉanta epilogon, 1974 (manoscritto)
- (EO)  Triptiko, 1993 (pubblicata nelle riviste Literatura Foiro ed Esperanta Songazeto)
- (EO)  La dimanĉa brokantisto, 1996 (pubbl. in Literatura Foiro)
- (EO)  La vorta klaso, 1997 (pubbl. in Literatura Foiro ed Esperanta Songazeto)
- (EO)  Dialogo kun la glotologo, 2002 (pubbl. in Literatura Foiro)
- (EO)  La familio de Anto Speri, 2003 (pubbl. in Literatura Foiro)
- (EO)  Parolago pri polaj eventoj, 2004 (manoscritto)
- (IT)  Tre camminate in cima al colle, 2008 (pubbl. nel blog politico dell'autore)
- (EO)  La violeta zontuko (racconto e azione parlata), 2010
- (EO, IT)  La butiketo de la juvelisto, Il negozietto del gioielliere 2011 (pubbl. in Literatura Foiro)
- (EO, IT)  La njorin' de l' malaperinto, La gnura du sparuto, 2012 (pubbl. in Literatura Foiro)
- (EO, IT)  Varma lineo, Linea calda, 2012 (pubbl. in Literatura Foiro)
- (EO)  Albaniva kaj ŝiaj sep nanoj, 2013 (Kamishibai)
- (EO)  Karmezina renkontis Lupon, 2013 (Kamishibai)
- (EO)  Gvendolena la blanke-brova, 2013 (Kamishibai)
- (EO)  Njugatesko, giugno 2016 (rappresentato in anteprima a Budapest, 2 agosto 2016. Monologo, con recitazione, canti, film, marionette)
- (EO)  Mira, Jusefo kaj la gardeloj, dicembre 2018 (la prima opera teatrale originalmente in esperanto interamente dedicata all'Africa)
- (EO)  Sur la fina benko, composto a Budapest nel maggio 2023

### Saggistica scelta
- (EO)  Enkonduko al literatura kritiko, Ginevra-Milano, Kooperativo de Literatura Foiro, 1983 (2ª ed.)[8]
- (IT)  Se mi ne estus hebreo... Una ricerca sulle origini dell'esperanto, Milano, Centro italiano di interlinguistica, 1986
- (IT)  Le lingue universali, Milano, Centro italiano di interlinguistica, 1988
- (EO)  Historio de la esperanta literaturo (coautore, con Carlo Minnaja), La Chaux-de-Fonds, Kooperativo de Literatura Foiro, 2015
- (ES)  Breve historia cultural de la comunidad esperantófona (coautore, con María Elena Ruiz Cruz), Città del Messico, Casa editorial Grañen Porrúa, 2019